# Cubanophiloscia briani
Cubanophiloscia briani är en kräftdjursart som först beskrevs av Arcangeli 1929.  Cubanophiloscia briani ingår i släktet Cubanophiloscia och familjen Philosciidae. Inga underarter finns listade i Catalogue of Life.